# Asura erythrias
Asura erythrias är en fjärilsart som beskrevs av Holland 1893. Asura erythrias ingår i släktet Asura och familjen björnspinnare. Inga underarter finns listade i Catalogue of Life.